# Raiffeisenbank Bad Windsheim
Die Raiffeisenbank Bad Windsheim eG ist eine Genossenschaftsbank mit Sitz in der bayerischen Stadt Bad Windsheim im Landkreis Neustadt an der Aisch-Bad Windsheim.

## Geschichte
Die heutige Raiffeisenbank Bad Windsheim eG wurde am 4. Januar 1894 im damaligen Windsheim gegründet und fusionierte zuletzt im Jahr 2007 mit der Raiffeisenbank Markt Erlbach-Linden eG mit dem Sitz in Markt Erlbach. Zuvor fusionierte sie 1999 mit der Raiffeisenbank Burgbernheim-Marktbergel eG mit dem Sitz in Marktbergel.
Folgende Fusionen fanden zuvor statt:
- 1991 – Fusion der Raiffeisenbank Bad Windsheim eG mit der Raiffeisenbank Obernzenn eG mit dem Sitz in Obernzenn
- 1987 – Fusion der Raiffeisenbank Bad Windsheim eG mit der Raiffeisenbank Ipsheim und Umgebung eG mit dem Sitz in Ipsheim
- 1981 – Fusion der Raiffeisenbank Linden eG mit dem Sitz in Linden mit der Raiffeisenbank Markt Erlbach eG zur Raiffeisenbank Markt Erlbach-Linden eG
- 1978 – Fusion der Raiffeisenkasse Unteraltenbernheim eG mit dem Sitz in Unteraltenbernheim mit der Raiffeisenbank Obernzenn eG
- 1973 – Fusion der Raiffeisenbank Bad Windsheim eG mit der Raiffeisenkasse Ergersheim eGmbH mit dem Sitz in Ergersheim
- 1971 – Fusion der Raiffeisenbank Bad Windsheim eGmbH mit der Raiffeisenkasse Ickelheim eGmbH mit dem Sitz in Ickelheim
- 1971 – Fusion der Raiffeisenkasse Buchheim eGmbH mit dem Sitz in Buchheim mit der Raiffeisenkasse Burgbernheim eGmbH mit dem Sitz in Burgbernheim, der Raiffeisenkasse Schwebheim eGmbH mit dem Sitz in Schwebheim, der Raiffeisenkasse Illesheim-Urfersheim eGmbH mit dem Sitz in Illesheim sowie der Raiffeisenkasse Marktbergel-Ottenhofen eGmbH mit dem Sitz in Marktbergel zur Raiffeisenbank Burgbernheim-Marktbergel eGmbH
- 1970 – Fusion der Raiffeisenkasse Westheim – Sontheim eGmbH mit dem Sitz in Westheim mit der Raiffeisenkasse Obernzenn eGmbH
- 1963 – Fusion der Raiffeisenkasse Ottenhofen eGmbH mit dem Sitz in Ottenhofen mit der Raiffeisenkasse Marktbergel eGmbH zur Raiffeisenkasse Marktbergel-Ottenhofen eGmbH
- 1963 – Fusion der Raiffeisenkasse Illesheim eGmbH mit der Raiffeisenkasse Urfersheim eGmbH mit dem Sitz in Urfersheim zur Raiffeisenkasse Illesheim-Urfersheim eGmbH
- 1963 – Fusion der Raiffeisenkasse Sontheim eGmbH mit dem Sitz in Sontheim mit der Raiffeisenkasse Westheim eGmbH zur Raiffeisenkasse Westheim – Sontheim eGmbH

## Rechtsverhältnisse
Die Raiffeisenbank Bad Windsheim eG ist im Genossenschaftsregister beim Amtsgericht Fürth unter GnR 146 eingetragen.

## Organisationsstruktur
Rechtsgrundlagen sind das Genossenschaftsgesetz und die durch die Vertreterversammlung beschlossene Satzung. Organe der Bank sind der Vorstand, der Aufsichtsrat und die Vertreterversammlung.

## Sicherungseinrichtung
Die Raiffeisenbank Bad Windsheim eG ist der amtlich anerkannten Sicherungseinrichtung des Bundesverbandes der Deutschen Volksbanken und Raiffeisenbanken GmbH und der zusätzlichen freiwilligen Sicherungseinrichtung des Bundesverbandes der Deutschen Volksbanken und Raiffeisenbanken e.V. angeschlossen.

## Geschäftsausrichtung
Die Raiffeisenbank Bad Windsheim eG betreibt das Universalbankgeschäft. Im Verbundgeschäft arbeitet sie mit der DZ Bank, R+V Versicherung, Bausparkasse Schwäbisch Hall, Teambank, VR Leasing, DZ Hyp und der Union Investment zusammen.

## Geschäftsgebiet
Das Geschäftsgebiet liegt im Süden des Landkreises Neustadt an der Aisch-Bad Windsheim.
An diesen Orten betreibt die Bank Filialen:
- Bad Windsheim (Hauptstelle, jur. Sitz)
- Burgbernheim (Geschäftsstelle)
- Ipsheim (Geschäftsstelle)
- Markt Erlbach (Geschäftsstelle)
- Marktbergel (Geschäftsstelle)
- Obernzenn (Geschäftsstelle)